# Hệ thống các giải bóng đá ở Nigeria
Hệ thống các giải bóng đá ở Nigeria là một chuỗi các giải bóng đá liên kết với nhau dành cho các câu lạc bộ bóng đá ở Nigeria. Giải đấu cao nhất là Giải bóng đá ngoại hạng Nigeria, sau đó là Nigeria National League chia thành hai bảng, tiếp đó là Nigeria Nationwide League, chia ra thành Nigeria Nationwide League Division One và Nigeria Nationwide League Division Two.

## Hệ thống
| Cấp độ | Giải đấu                                                            |
| ------ | ------------------------------------------------------------------- |
| 1      | Giải bóng đá ngoại hạng Nigeria 20 CLB ↓xuống hạng 4 đội            |
| 2      | Nigeria National League 32 CLB ↑↓lên hạng 4 đội, xuống hạng 6 đội   |
| 3      | Nigeria Nationwide League 40 CLB ↑↓lên hạng 8 đội, xuống hạng 8 đội |